# Soutujärvi
Soutujärvi är en sjö i Gällivare kommun i Lappland som ingår i Kalixälvens huvudavrinningsområde. Sjön har en area på 4,6 kvadratkilometer och ligger 378,1 meter över havet. Soutujärvi ligger i Torne och Kalix älvsystem Natura 2000-område. Sjön avvattnas av vattendraget Kivijoki (Moskojoki).
Soutujärvi betyder Roddsjön eller Kokgropssjön. Namnet används ibland som en gemensam benämning på tvillingbyarna Skaulo och Puoltikasvaara som ligger vid sjön; byarnas gemensamma Folkets Hus heter till exempel Soutujärvi Folkets Hus. Sjönamnet Soutujärvi är en förfinskning av samiska Savdijávri.

## Delavrinningsområde
Soutujärvi ingår i delavrinningsområde (749082-172654) som SMHI kallar för Utloppet av Soutujärvi. Medelhöjden är 404 meter över havet och ytan är 21,96 kvadratkilometer. Räknas de 18 avrinningsområdena uppströms in blir den ackumulerade arean 180,93 kvadratkilometer. Kivijoki (Moskojoki) som avvattnar avrinningsområdet har biflödesordning 2, vilket innebär att vattnet flödar genom totalt 2 vattendrag innan det når havet efter 289 kilometer. Avrinningsområdet består mestadels av skog (57 procent). Avrinningsområdet har 4,91 kvadratkilometer vattenytor vilket ger det en sjöprocent på 22,4 procent. Bebyggelsen i området täcker en yta av 1,7 kvadratkilometer eller 8 procent av avrinningsområdet.

## Historia
Soutujärvi omnämns i gamla skattelängder som Sowtho (1568), Såudhe (1576), Såudo (1594) eller Soude träsk (1595). Sjön brukades av samer inom lappbyn Siggevara eller Lullebyn (Nederbyn), som omfattade den östra delen av Jukkasjärvi socken.